# Geophilus shoshoneus
Geophilus shoshoneus är en mångfotingart som beskrevs av Chamberlin 1925. Geophilus shoshoneus ingår i släktet Geophilus och familjen storjordkrypare. Inga underarter finns listade i Catalogue of Life.